# エイドリアン・リーパー
エイドリアン・リーパー（Adrian Leaper, 1953年 - ）は、イギリス出身の指揮者、ホルン奏者。

## 略歴
王立音楽アカデミーに学び、フィルハーモニア管弦楽団のホルン奏者としてキャリアをスタートさせる。やがて指揮に転向し、1986年にハレ管弦楽団の副指揮者に着任。この時期、Naxosレーベルに有名な管弦楽曲を多数録音している。
1994年より、アフリカ北西の大西洋上に浮かぶスペイン領カナリア諸島のオーケストラ、グラン・カナリア・フィルハーモニー管弦楽団（Orquesta Filarmónica de Gran Canaria）の首席指揮者に就任した。退任後の2001年から2010年までマドリードのRTVE交響楽団の首席指揮者・芸術監督を務めた。
録音総数は80近くに及ぶ。上記Naxosの他、グラン・カナリアフィルとのコンビでArte Novaと ASVレコードに録音があり、後者は多くの世界初録音を含むスペイン20世紀音楽を扱っている。